# Vagt ved havet
Vagt ved havet er en film instrueret af Jørgen Vestergaard efter eget manuskript.

## Handling
Nøgternt indføres man i livet ved Vesterhavet og især redningsarbejdet. Filmen er en dokumentarisk skildring - især beregnet for større børn - af samarbejdet mellem de forskellige enheder i redningstjenesten på den jyske vestkyst.